# Andrzej Jonas
Andrzej Jonas (ur. 28 października 1940 w Warszawie) – polski dziennikarz i publicysta, wydawca; założyciel i redaktor naczelny „The Warsaw Voice”.

## Życiorys
W latach 90. XX wieku był jednym z prowadzących program publicystyczny w TVP 1 Gorąca linia, często gościł również w programie 7 dni świat.
W latach 1994–95 prezes Unii Wydawców Prasy. Od 2010 przygotowywał i prowadził audycję „Trójka po trzeciej” w radiowej Trójce.
Był wiceprezesem Stowarzyszenia Dziennikarzy Polskich, w latach 1996–2001 członek Rady Programowej Centrum Monitoringu Wolności Prasy. Członek i współtwórca Stowarzyszenia Dzieci Holocaustu.

## Odznaczenia
- Odznaka Honorowa „Bene Merito” – 2010[6]